# Mandejski jezici
Mandejski jezici, malena skupina istočnoaramejskih jezika kojim govori nešto preko 5000 ljudi na području Iraka i Irana. Obuhvaća dva jezika, to su povijesni klasični mandejski jezik [myz], i suvremeni mandejski jezik [mid].
Zajedno s centralnim istočnoaramejskim jezicima i sirskim jezikom čini istočnoaramejsku jezičnu skupinu.

## Vanjske poveznice
- Ethnologue (14th)
- Ethnologue (15th)